# 簡·鮑爾森
簡·鮑爾森（丹麥語：Jan Paulsen，1967年2月12日—），是一名已退役丹麥男子羽球運動員，出生於奧爾堡。
在1990年，簡·鮑爾森與亨利克·史瓦勒一起成為歐洲羽球錦標賽男子雙打冠軍；同時也代表丹麥國家隊成功衛冕團體賽冠軍。此外，他還曾經在印尼羽球公開賽、比利時羽球國際賽、北歐羽球錦標賽、芬蘭羽球國際賽和德國羽球公開賽等賽事取得成功。在1992年奧運會羽球比賽上，他在男子雙打項目中獲得第五名。